# Aeromobile a propulsione nucleare

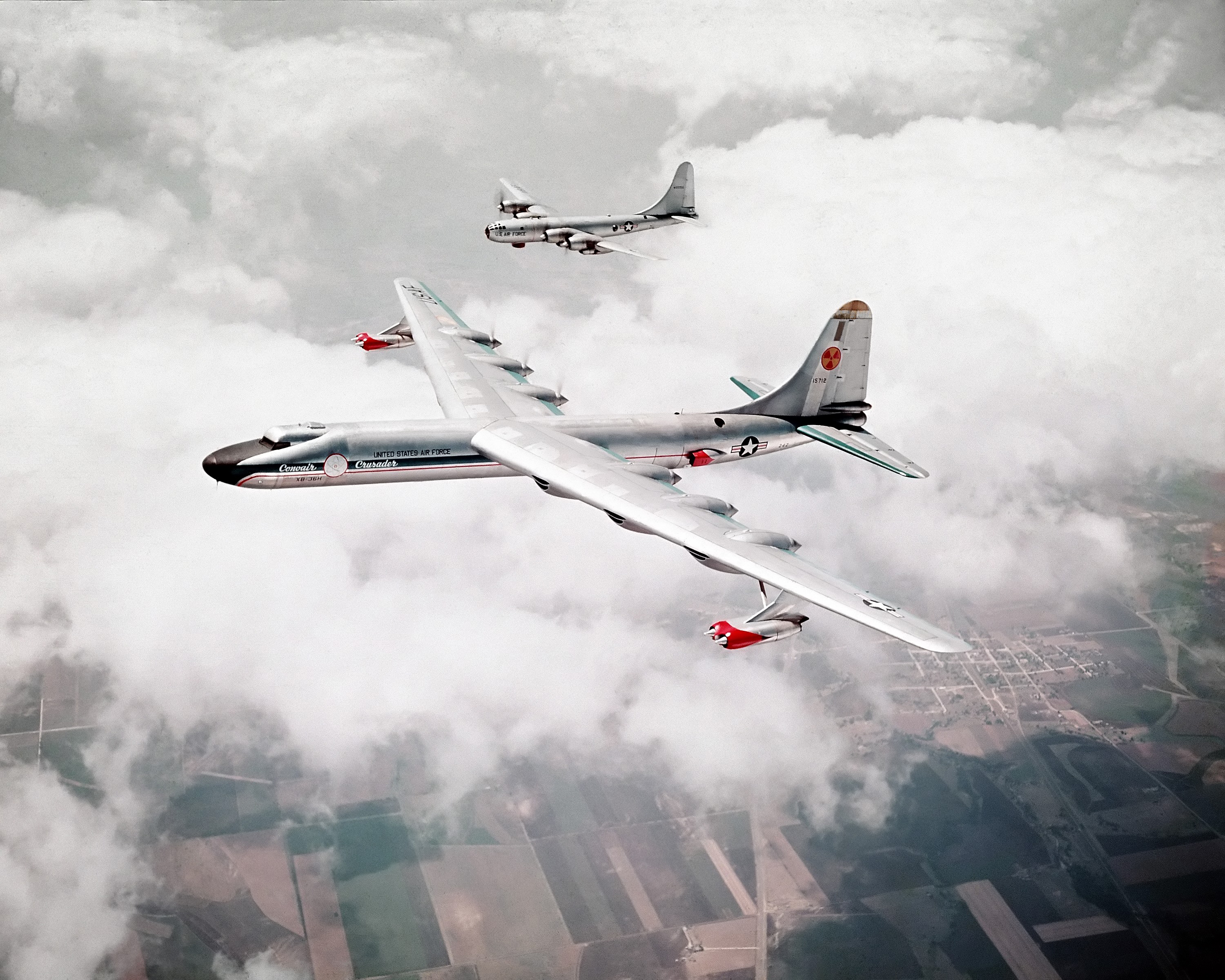
L'NB-36H in volo con un B-50

Un aeromobile a propulsione nucleare è un qualunque tipo di aeromobile che utilizzi come fonte propulsiva l'energia nucleare. Le ricerche in questo campo (in particolare nello sviluppo di un aeroplano) furono condotte durante la guerra fredda dalle due superpotenze (gli Stati Uniti d'America e l'Unione Sovietica).
Lo scopo, probabilmente, era quello di realizzare bombardieri strategici che fossero in grado di rimanere in aria per periodo di tempo molto lunghi, in modo da poter essere utilizzati sia tatticamente, sia come deterrente nucleare. Tuttavia, le ricerche dei due Paesi portarono solo alla realizzazione di banchi-prova volanti: aeroplani da bombardamento "di serie" sui quali era stato montato un reattore nucleare che però non ne alimentava i motori. Dunque, non si arrivò mai ad avere aeroplani atomici operativi e tutti i progetti in tal senso rimasero alla fine sulla carta.
Vennero anche progettati dei missili spinti da uno statoreattore a propulsione nucleare (propulsione nucleare termica), ma pure questi sistemi non arrivarono mai alla fase operativa.

## Gli inizi
Le prime ipotesi dell'utilizzo della propulsione nucleare su un aeroplano vennero elaborate già nei primi anni quaranta. In particolare, nel 1942, lo stesso Enrico Fermi, insieme con i suoi collaboratori, discussero della possibilità di realizzare un aereo con questo tipo di propulsione.
Già due anni dopo, nel 1944, i vertici dell'USAF, basandosi su una serie di informazioni provenienti dal Progetto Manhattan, erano molto interessati all'idea di avere a disposizione una nuova fonte di propulsione per i propri velivoli. Nel 1946, vennero effettuati alcuni studi, che evidenziarono i pregi ed i difetti di un velivolo caratterizzato dalla presenza di un reattore nucleare a bordo, e nel 1948 iniziò il primo vero programma americano vertente sullo sviluppo di un aereo atomico. Più o meno nello stesso periodo, i sovietici iniziarono a lavorare ad un progetto simile, anche se il programma vero e proprio fu avviato nel 1955.
In generale, occorre considerare che i programmi di sviluppo per un aereo atomico statunitense e sovietico ebbero delle premesse piuttosto diverse.
Negli Stati Uniti, nel periodo tra la fine degli anni quaranta ed i primi anni sessanta, l'energia nucleare era vista con molto favore dalla popolazione. Quindi, i militari pianificarono numerosi programmi che ne prevedevano l'utilizzo come fonte di propulsione dei mezzi. In particolare, molto attiva fu la United States Navy, che iniziò a sperimentare l'utilizzo di reattori sia su navi di superficie (portaerei soprattutto), sia su sottomarini. L'USAF, in ambito atomico, decise di applicare la propulsione nucleare su un bombardiere strategico, il cui profilo operativo era considerato ottimale. Questi aerei, infatti, avevano il problema dell'autonomia, visto che nelle missioni troppo lunghe erano costretti a fare una o più soste per il rifornimento. L'utilizzo della propulsione nucleare avrebbe consentito di risolvere questo problema.
L'Unione Sovietica aveva invece il fondamentale obiettivo di riuscire a colpire in profondità il territorio americano. Infatti, l'installazione di rampe missilistiche a medio raggio in Europa e Turchia, così come l'incapacità di realizzare una piattaforma da bombardamento aereo strategico tecnologicamente avanzata, aveva allarmato i vertici del Cremlino. Successivamente, dopo esser venuti a conoscenza dell'interesse americano per un sistema di questo tipo, nacque l'esigenza di non rimanere indietro. Quindi, si iniziarono a studiare rapidamente le possibilità di sviluppo dell'aereo atomico e, nel 1955, il consiglio dei Ministri dell'URSS ordinò ai vari OKB di coordinare gli sforzi in questo ambito.
Entrambi i programmi risultarono tecnicamente complessi, a lungo termine (15-20 anni) e molto costosi.

## Stati Uniti

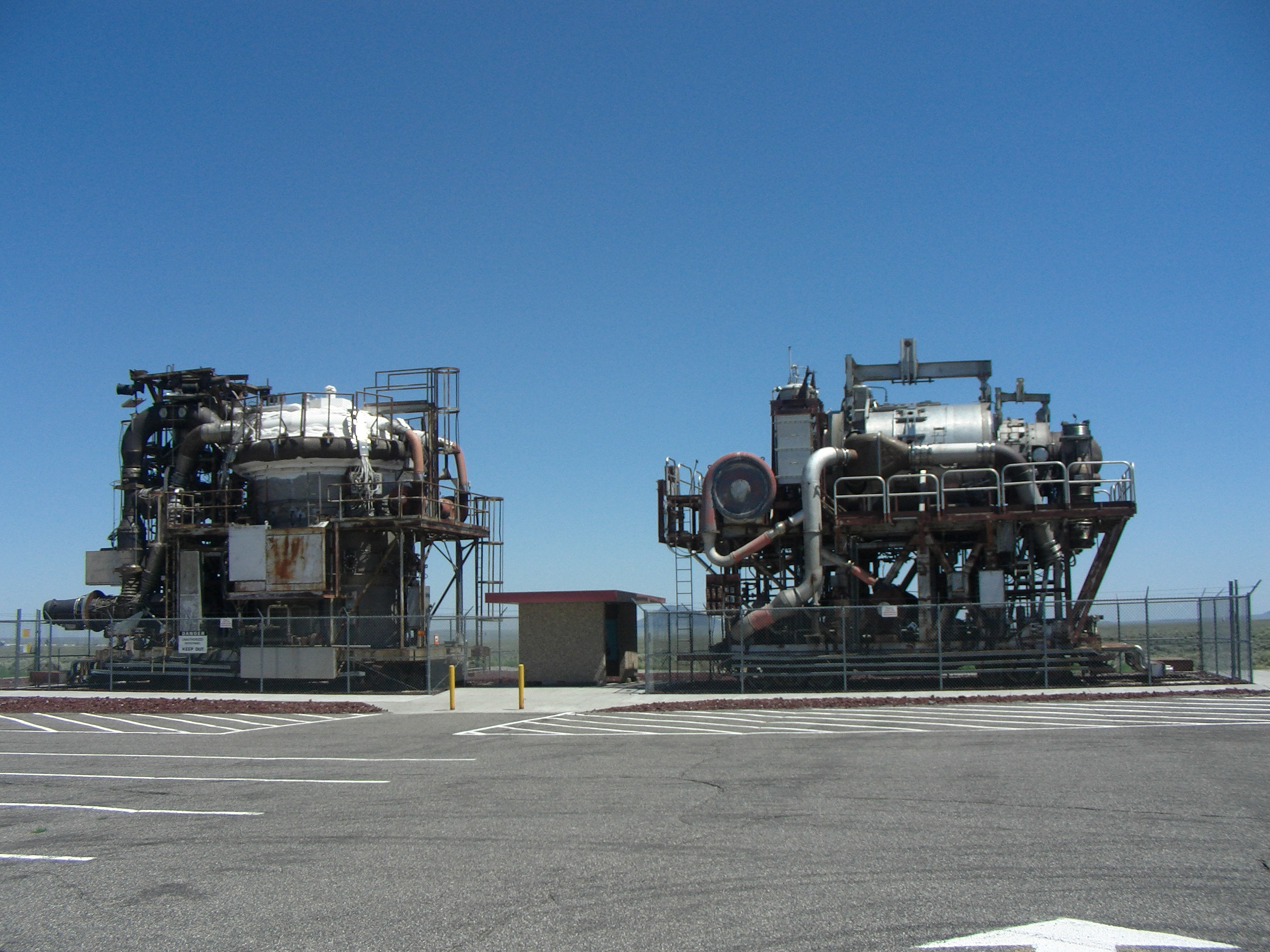
Reattori sperimentali per utilizzo aeronautico

### I programmi NEPA ed ANP
Le idee scaturite all'interno del Progetto Manhattan portarono, in un primo tempo, a valutare l'effetto delle radiazioni atomiche sui materiali strutturali, sulla strumentazione e (non ultimo) sui componenti dell'equipaggio di un ipotetico velivolo spinto dall'energia prodotta da un reattore nucleare.
Nel maggio del 1946 la Fairchild Engine and Airplane Corporation venne incaricata dall'USAAF di svolgere studi sulla fattibilità del progetto che venne definito Nuclear Energy Propulsion for Aircraft (NEPA); obiettivo secondario del progetto era la nascita della cultura nucleare all'interno dell'industria aeronautica statunitense.
A questa fase di valutazione, piuttosto sterile poiché prettamente teorica, fece seguito un repentino balzo in avanti della ricerca quando (venuto il 1947) i vertici della neo-costituita USAF stanziarono la somma di dieci milioni di dollari da destinare al NEPA. L'anno successivo fece registrare l'avvio una serie di studi sull'alimentazione dei motori aeronautici e si arrivò a concludere, scartando altre ipotesi di alimentazione combinata chimico-nucleare, che un solo reattore nucleare sarebbe stato sufficiente a garantire l'alimentazione necessaria ai motori. Pare tuttavia che lo stesso Robert Oppenheimer non fosse favorevole al progetto.
Stante lo scetticismo di parte dell'AEC, sempre nel 1948 venne commissionato al MIT un nuovo studio di fattibilità (conosciuto con il nome di Lexington Project) relativo al progetto NEPA. Le conclusioni di questo studio, rese note nel 1950, indicavano in 15 anni il tempo necessario alla realizzazione del progetto di bombardiere a propulsione nucleare e con notevoli vantaggi rispetto ad un velivolo con propulsione convenzionale.
Nel 1949 il progetto aveva ormai catturato l'attenzione di molte istituzioni: oltre all'AEC ed all'USAF, entrarono in scena l'US Navy e la NACA e gli studi, oltre che presso la Fairchild, iniziarono anche presso l'Oak Ridge National Laboratory (facente capo allo U.S. Department of Energy, il Ministero per l'Energia).
Nel mese di maggio del 1951 il progetto NEPA stabilì la fattibilità dell'utilizzo dell'energia nucleare in campo aeronautico; si aprì dunque la seconda fase del programma che, denominata Aircraft Nuclear Propulsion Program (ANP) avrebbe dovuto condurre alla realizzazione pratica di reattori destinati all'impiego su velivoli, di motori aeronautici alimentati dall'energia nucleare e di velivoli operativi.
Nel frattempo le attività procedevano, anche se in modo non lineare: già nel marzo dello stesso anno, infatti, l'USAF stipulò un contratto con la Aircraft Gas Turbine Division della General Electric per lo sviluppo di un turbogetto a propulsione nucleare. Dal canto suo l'AEC, solo tre mesi dopo, incaricò la stessa General Electric dello sviluppo del reattore. Altre aziende (Lockheed, Martin e Pratt & Whitney) vennero coinvolte a vario titolo nel progetto, portando però alla proliferazione delle ricerche e (inevitabilmente) delle spese.
La prima serie di valutazioni portò la General Electric a considerare che il sistema più rapido da realizzare fosse quello costituito da un reattore raffreddato ad aria, con motori alimentati mediante il ciclo diretto. Nacque così il progetto denominato P-1 che, pur non essendo considerato in grado di alimentare un velivolo con scopi bellici, venne inizialmente approvato nel corso del 1952. A testimonianza della rapidità dei cambiamenti negli obiettivi della ricerca, gli studi sul sistema P-1 vennero interrotti nel maggio dell'anno successivo in quanto l'impossibilità di trovare applicazione in campo militare era (nel frattempo) diventata determinante.
In assenza di uno specifico obiettivo la General Electric proseguì le proprie ricerche progettando diversi tipi di reattore, dando vita agli impianti sperimentali conosciuti come HTREs (Heat Transfer Reactor Experiments): questa fase di ricerca in circa 3 anni (dal 1953 al 1956) portò alla realizzazione del primo reattore funzionante, in grado di alimentare un motore aeronautico turbogetto.
Nel frattempo, era il 1955, l'USAF identificò le caratteristiche richieste del velivolo da realizzare: identificato come 125A Weapon System, avrebbe dovuto essere un bombardiere strategico intercontinentale, dotato di 40 ore di volo di autonomia alla velocità di Mach 0,9 all'altezza di 20 000 ft (circa 6 100 m); il velivolo doveva possedere la capacità di volare a Mach 2,5 per un tratto di 2 000 nmi (3 700 km) ad un'altezza di 55 000 ft (circa 16 800 m) ed infine doveva essere in grado di penetrare le difese nemiche mantenendo la velocità di Mach 0,9 alla quota di 500 ft (circa 150 m).
Per precorrere i tempi ed intendendo verificare sul campo gli studi fino ad allora compiuti, l'USAF aveva incaricato la Convair di approntare tre esemplari del bombardiere B-36H, all'epoca in servizio presso lo Strategic Air Command: il primo (matricola 51-5712) (identificato dalla stessa casa produttrice come XB-36H Crusader) avrebbe avuto funzioni di banco prova volante per il reattore nucleare, gli altri due avrebbero dovuto diventare prototipi sperimentali. Il Pentagono modificò la sigla del primo in NB-36H (definendolo Nuclear Test Aircraft, NTA) ed indicò per i due successivi la sigla X-6.
Nel NB-36H il reattore era funzionante, ma non provvedeva alla propulsione del velivolo: la motorizzazione era infatti quella convenzionale del B-36 ed i turbogetti alimentati dal reattore non erano nemmeno installati. In questa configurazione il velivolo venne portato in volo per la prima volta nel settembre del 1955; in totale i voli realizzati (molti dei quali con il reattore funzionante) furono 47, l'ultimo dei quali nel marzo del 1957.
Particolare cura venne dedicata alla schermatura necessaria a garantire la protezione all'equipaggio del velivolo: venne così sviluppato lo Shadow Shielding Concept, in base al quale la protezione dalle radiazioni (realizzata mediante strati di cadmio, paraffine, berillio ed acciaio) risultava più efficiente se queste protezioni erano equamente distribuite intorno al reattore ed alla cabina di pilotaggio; tra gli effetti secondari di questa soluzione si verificarono una riduzione complessiva del peso a parità di assorbimento radioattivo ed una maggiore protezione in favore dei sistemi di avionica presenti sul velivolo.
Nel gennaio del 1956 la General Electric realizzò il primo sistema effettivamente funzionante (HTRE-1) al quale fecero seguito in rapida successione altri due (ovviamente, HTRE-2 e HTRE-3) basati su diverse tecnologie di trasmissione dell'energia ai motori e di sistema di raffreddamento del reattore.
I test che ne seguirono, si conclusero (ancora una volta) con la scelta di un sistema a ciclo diretto (identificato con la sigla HTRE-3). La General Electric stimò in 4 anni il tempo necessario per la realizzazione pratica del sistema propulsivo che abbinava reattore nucleare a 4 turbogetti (inizialmente dovevano essere i J47 installati sul B-36, poi i J53 che avrebbero dovuto equipaggiare il Convair B-58 Hustler).
Tra il 1958 ed il 1959 l'USAF cambiò in due diverse occasioni le specifiche relative al velivolo (introducendo caratteristiche di piattaforma lanciamissili) ed in altrettante occasioni i progetti operativi vennero aggiornati e, di conseguenza, i tempi di realizzazione dilazionati. Malgrado i finanziamenti già concessi, il progetto venne cancellato il 28 marzo 1961: in circa 15 anni erano stati spesi 1 miliardo di dollari, ma la possibilità di realizzare un velivolo operativo in un futuro prossimo era ancora remota.
Dopo la repentina fine del programma le ricerche, seppur in modo limitato, proseguirono sia da parte di General Electric che Pratt & Whitney, per quanto riguarda il sistema propulsivo.

### Project Pluto

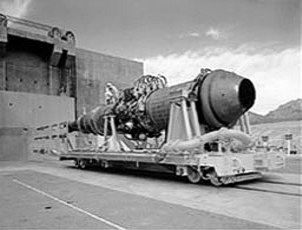
Il motore Pluto

Nel 1957, l'USAF e la United States Atomic Energy Commission incaricarono il Lawrence Berkeley National Laboratory di studiare la fattibilità dell'applicazione di un reattore nucleare a degli statoreattori. Queste ricerche divennero note come Project Pluto (dal nome in inglese di Plutone, il re dell'Ade nella mitologia romana). I motori che furono sviluppati erano stati pensati per essere utilizzati su un missile da crociera senza equipaggio, che prese il nome di SLAM (Supersonic Low Altitude Missile). Il programma produsse due motori, che vennero utilizzati per effettuare delle prove a terra. In particolare, il 14 maggio 1961, il primo statoreattore a propulsione nucleare, chiamato Tory-IIA, fu acceso per pochi secondi su un pianale ferroviario. Il 1º luglio 1964, il programma Plutone (con il relativo missile) venne cancellato.

### Project Orion
Il progetto Orion (Orion Multi-Purpose Crew Vehicle) inizialmente aveva come obiettivo la realizzazione di un razzo a propulsione nucleare facendo esplodere una serie di piccole bombe a fissione e sfruttando l'onda d'urto per accelerare l'astronave. Il motore del veicolo è composto da un grande disco in grado di assorbire la spinta delle esplosioni e schermare equipaggiamento ed astronauti e da una serie di pistoni per ridistribuire gradualmente lo shock dell'esplosione.

## Unione Sovietica
Nei primi anni della guerra fredda, alla fine degli anni quaranta, i sovietici iniziarono a sviluppare l'utilizzo della propulsione nucleare su navi da guerra. Tali ricerche vennero portate avanti soprattutto dall'accademico Igor' Vasil'evič Kurčatov, che considerò la possibilità di utilizzo di questa tecnologia anche in campo aeronautico. Il 12 agosto 1955, il consiglio dei ministri dell'URSS ordinò ad alcuni uffici tecnici del settore aeronautico di coordinare le proprie attività di ricerca in questo ambito. Quindi, gli OKB Tupolev e Myasishchev divennero in pratica i responsabili per lo sviluppo di un aeromobile con queste caratteristiche, mentre agli OKB Kuznetsov e di Archip Michajlovič Ljul'ka venne affidato lo sviluppo dei propulsori.
I responsabili dell'impianto propulsivo decisero di sviluppare un sistema di trasferimento dell'energia chiamato Ciclo Diretto, grazie al quale i motori sarebbero stati in grado di utilizzare l'energia prodotta da un reattore nucleare, che avrebbe dovuto sostituire la camera di combustione del turbogetto. Le tipologie di motore considerate furono diverse: statoreattore, turboelica e turbogetto, tutti con diversi meccanismi di trasmissione dell'energia generata dal reattore. Dopo alcuni esperimenti, i tecnici sovietici optarono per la formula del turbogetto a ciclo diretto per il trasferimento dell'energia.
Per l'impiego aeronautico fu necessario collaudare un nuovo sistema di raffreddamento, e studiare un rivestimento protettivo per la cabina. In dettaglio, un'efficace protezione della cabina di pilotaggio ed il contenimento delle dimensioni del reattore furono i principali problemi a cui dovettero lavorare i tecnici.

### Tupolev
L'ufficio tecnico Tupolev era consapevole della complessità del programma, e stimò che ci sarebbero voluti una ventina d'anni prima di avere un prototipo funzionante. In dettaglio, ipotizzarono che il primo aereo atomico operativo si sarebbe potuto avere per la fine degli anni settanta o i primi anni ottanta. Fu ipotizzato un programma in fasi di sviluppo. La prima fase, che consisteva nel costruire e testare un piccolo reattore, iniziò nel 1955. Successivamente, si sarebbe passati all'installazione dello stesso su un banco prova volante, in modo da valutare l'esposizione dell'equipaggio alle radiazioni ed altre questioni tecniche. In caso di esito positivo, si sarebbe passati all'installazione di motori alimentati da un reattore nucleare.
Nel marzo 1956, il consiglio dei ministri dell'URSS incaricò la Tupolev di produrre un banco prova volante: la richiesta si concretizzò nel Tupolev Tu-95LAL, che in sostanza era un Tu-95M modificato con l'installazione di un reattore. Lo scopo di tale banco prova era quello di valutare l'efficacia del la schermatura della cabina dalle radiazioni (e quindi la sicurezza dell'equipaggio) ed il corretto funzionamento del reattore.
Nel 1958, venne completato l'impianto necessario per installare il reattore sull'aeromobile. Il montaggio avvenne nell'estate dello stesso anno. Considerati i buoni esiti delle prime prove a terra riguardanti la potenza dell'impianto, nel maggio 1961 iniziò la fase di volo. Complessivamente, il banco prova effettuò ben 34 voli fino al mese di agosto, in molti casi con il reattore spento. Secondo le rilevazioni effettuate, le schermature in sodio liquido, ossido di berillio, cadmio, paraffina e piastre d'acciaio mantennero i livelli di radioattività adeguatamente bassi.
Visto il buon esito delle prove preliminari, l'OKB Tupolev decise di passare alla fase successiva, ovvero realizzare un aereo sperimentale che utilizzasse l'energia nucleare come propulsione. Il nuovo velivolo, prese il nome di Tupolev Tu-119, ed era ampiamente basato sul Tu-95LAL. La maggiore differenza rispetto al prototipo era che solo due motori sarebbero stati dei “convenzionali” NK-12M, mentre gli altri erano degli NK-14 con equipaggiati scambiatori di calore. Il reattore sarebbe stato collegato agli NK-14 grazie ad apposite connessioni. Il primo volo era previsto per il 1965, e, nel caso di esito positivo, era programmato il montaggio di ulteriori due NK-14 al posto dei restanti NK-12M. Tuttavia, il Tu-119 rimase interamente sulla carta: restrizioni di budget e lo sviluppo di nuovi progetti convenzionali ne provocarono la cancellazione nell'agosto 1966. Contemporaneamente al Tu-119, la Tupolev lavorò ad un programma riguardante lo sviluppo di tre aerei supersonici per impiego militare spinti da reattori nucleari. In dettaglio, si sarebbe dovuto trattare di un bombardiere a lungo raggio, uno strategico a bassa quota ed un aereo con capacità intercontinentali. Nessuno di questi velivoli fu mai realizzato.
- Tupolev Tu-120: progettato parallelamente al Tu-119, era un velivolo con ala a freccia inclinata di 45°, che avrebbe dovuto essere spinto da due turbogetti.
- Tupolev Tu-132: progetto relativo ad un aereo da bombardamento a bassa quota, anche questo spinto da due turbogetti in grado di funzionare sia grazie al reattore nucleare, sia con normale benzina avio.
- Tupolev Tu-135: si trattò dell'ultimo tentativo di Tupolev di realizzare un aereo a propulsione nucleare. Il nuovo velivolo avrebbe dovuto essere un bombardiere medio, supersonico ed a lunga autonomia, paragonabile ad un Convair B-58 Hustler.

### Myasishchev
Myasishchev iniziò a lavorare su un velivolo di questo tipo nella tarda primavera del 1955. Il progetto relativo ricevette il nome di M-60, e venne ultimato nel luglio 1956. Nello stesso periodo, Ljul'ka concluse il progetto relativo all'impianto propulsivo, che consisteva in un turbogetto a propulsione nucleare funzionante secondo una configurazione detta “Sistema Aperto”.
Il programma relativo all'M-60 venne cancellato nel 1959, anche se alcune delle soluzioni sviluppate vennero riprese in progetti successivi.
- Myasishchev M-30: progetto di un bombardiere strategico a propulsione nucleare, i cui studi erano iniziati nel 1953.
- Myasishchev M-62: velivolo piuttosto simile all'M-60.

Comunque, tutti i programmi di Myasishchev vennero cancellati nel 1961.

### La bufala del bombardiere atomico sovietico
Nel dicembre 1958 la rivista di aviazione Aviation Week pubblicò in un articolo la notizia che i sovietici erano riusciti a portare in volo il prototipo di un bombardiere a propulsione nucleare. Secondo quanto riportato, tale velivolo era stato completato sei mesi prima, ed aveva volato nella zona di Mosca. L'articolo era anche fornito di illustrazioni, che vennero utilizzate, tra l'altro, per la realizzazione di un modellino. Questa notizia provocò grosse preoccupazioni in Occidente, ed alcuni notarono che l'Unione Sovietica, in questo modo, aveva acquisito un vantaggio nel settore fra i tre ed i cinque anni sugli Stati Uniti. In realtà, l'intero articolo si rivelò una bufala: l'aereo "incriminato" era in realtà il convenzionale Myasishchev M-50, che oltretutto non entrò mai in servizio per le sue prestazioni ritenute insufficienti. Il velivolo venne comunque presentato ufficialmente in volo a Monino, nel 1963.

### La cancellazione del programma
L'intero programma relativo agli aerei atomici venne cancellato alla fine degli anni sessanta. Il motivo principale fu probabilmente di natura economica: l'introduzione di missili balistici intercontinentali (anche sub lanciati) sempre più precisi ed economici diede alle forze armate sovietiche uno strumento di deterrenza strategica estremamente efficace e molto meno costoso. Inoltre, il programma degli aerei atomici, oltre ad essere estremamente oneroso, avrebbe comportato anche grosse spese per il mantenimento delle piattaforme. Un altro motivo, che probabilmente influì anche se non risulta sia stato preso ufficialmente in considerazione, riguardava il disastroso impatto ecologico che avrebbe potuto avere un incidente aereo in cui fosse rimasto coinvolto un velivolo atomico.
Comunque, si ritiene che se i sovietici avessero continuato le loro ricerche sulla propulsione nucleare aeronautica, sarebbero stati in grado di immettere in servizio aerei di questo tipo già dalla fine degli anni settanta.

## Cronologia
| Anno | URSS | USA |
| ---- | --- | --- |
| 1946 | - | Ha inizio il progetto NEPA (Nuclear Energy Propulsion for Aircraft): la Fairchild Engine and Airplane Corporation viene incaricata dall'USAAF di svolgere gli studi di fattibilità del progetto. |
| 1948 | - | L'AEC (United States Atomic Energy Commission) incarica il MIT di svolgere un nuovo studio di fattibilità: il risultato (reso noto nel 1950) indica in 15 anni il tempo necessario per lo sviluppo di un velivolo da bombardamento a propulsione nucleare. |
| 1949 | - | Gli studi ed i primi esperimenti pratici vengono affidati anche all'Oak Ridge National Laboratory, facente capo al Ministero per l'Energia. |
| 1951 | - | Stabilita la fattibilità del progetto NEPA, prende il via la seconda fase: l'ANP (Aircraft Nuclear Propulsion Program) dovrà condurre alla realizzazione pratica dei reattori destinati ad essere installati sugli aerei. |
| 1952 | - | Viene approvato il progetto della General Electric per un reattore nucleare raffreddato ad aria che dovrà alimentare i turbogetti installati sul velivolo, tramite il sistema del ciclo diretto (progetto P-1). |
| 1953 | - | Ancora la General Electric dà il via alla realizzazione di reattori sperimentali definiti HTREs (Heat Transfer Reactor Experiments) al fine di valutare i diversi sistemi di trasmissione del calore dal reattore ai motori aeronautici. |
| 1955 | Nel mese di agosto, il Consiglio dei ministri ordina agli OKB Tupolev e Myasishchev di provvedere al progetto per i futuri velivoli da bombardamento a propulsione nucleare ed agli OKB di Kuznetsov e di Archip Michajlovič Ljul'ka il progetto per i reattori che li dovranno alimentare. | - L'USAF emette la specifica WS-125A che indica le caratteristiche del futuro bombardiere strategico a propulsione nucleare. - Nel mese di settembre vola per la prima volta il Convair NB-36H, che porta in volo un reattore nucleare funzionante (anche se la motorizzazione del velivolo è ancora quella convenzionale con sei motori a pistoni e quattro turboreattori). |
| 1956 | L'OKB Tupolev viene incaricato di realizzare un banco di prova volante per installarvi un reattore nucleare: viene così realizzato il Tupolev Tu-95LAL. | - |
| 1957 | - | - Ha inizio il Progetto Pluto riguardante la realizzazione di un reattore nucleare destinato ad alimentare uno statoreattore studiato per alimentare un missile da crociera. - Nel mese di marzo ha luogo l'ultimo volo del Convair NB-36H. |
| 1958 | Viene completato il primo reattore nucleare destinato ad essere impiegato sul Tu-95LAL; hanno inizio le prove a terra. | - |
| 1961 | Tra maggio ed agosto il Tu-95LAL effettua 34 voli di prova con il reattore nucleare funzionante in fusoliera; anche in questo caso l'alimentazione dei motori del velivolo è ancora quella convenzionale.                                                                                   | - Nel mese di marzo viene annullato definitivamente il progetto ANP, dopo 15 anni di prove e studi sulla propulsione atomica in ambito aeronautico. - Nel mese di maggio ha luogo la prima prova a terra di uno statoreattore a propulsione nucleare, installato su di un pianale ferroviario.                                                                               |
| 1964 | - | Nel mese di luglio anche il progetto PLUTO viene definitivamente cancellato. |
| 1966 | Con la cancellazione del progetto del Tupolev Tu-119 anche gli studi sovietici per la propulsione nucleare in campo aeronautico giungono al termine. | - |